# جزیره سانتا ایزابل
جزیره سانتا ایزابل (به لاتین: Santa Isabel Island) یک جزیره در جزایر سلیمان است که در اقیانوس آرام واقع شده‌است.

## خصوصیات
جزیره سانتا ایزابل ۱٬۲۲۰ متر بالاتر از سطح دریا واقع شده‌است.